# Grand Prix 1932

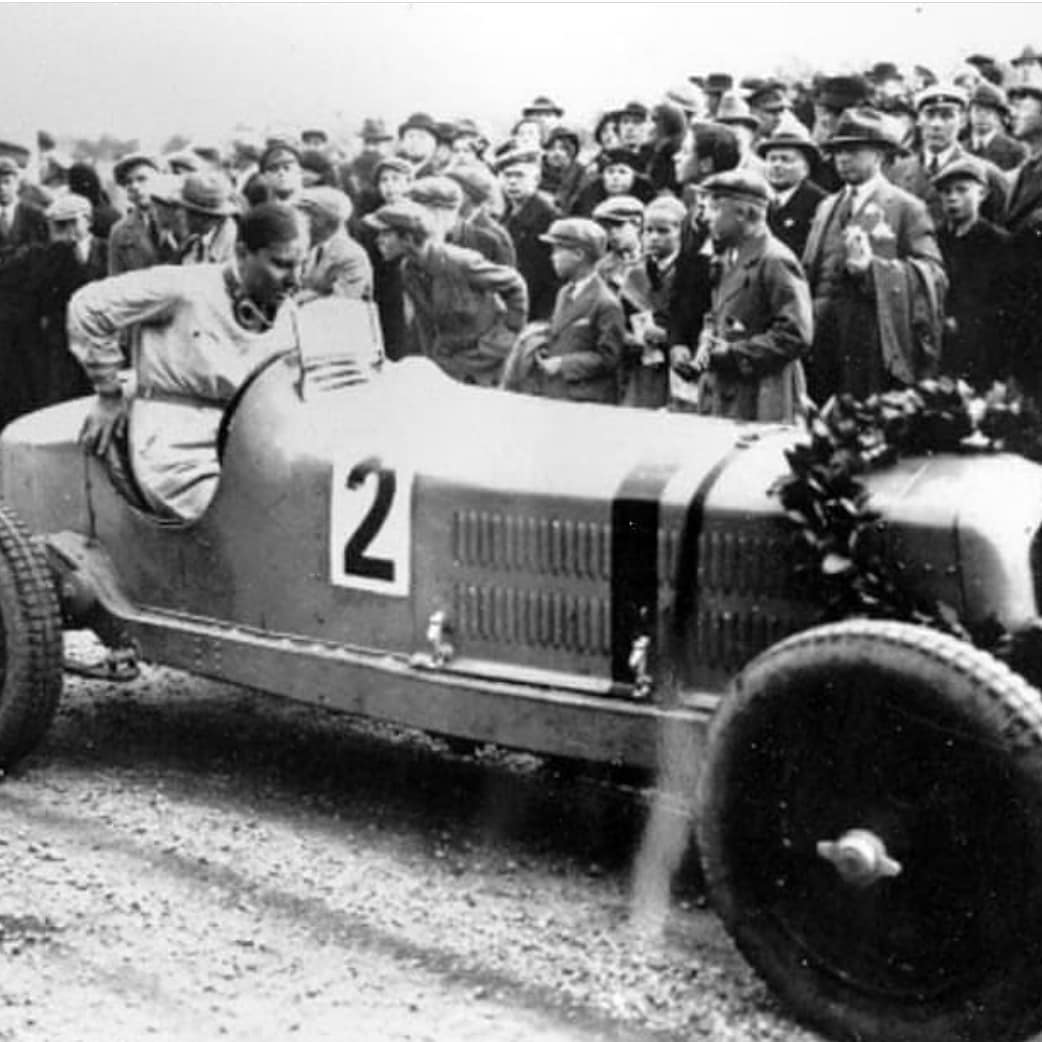
Per Victor (PeWe) Widengren vinner Munkkiniemenajo, 25 September 1932

Grand Prix-säsongen 1932 var det andra året med Europamästerskapet för Grand Prix-förare. Europamästare blev Tazio Nuvolari för Alfa Romeo.

## Slutställning EM
| Placering | Förare              | Poäng |
| --------- | ------------------- | ----- |
| 1         | Tazio Nuvolari      | 4     |
| 2         | Baconin Borzacchini | 8     |
| 3         | Rudolf Caracciola   | 9     |
| 4         | René Dreyfus        | 12    |
| 5         | Louis Chiron        | 17    |
| =         | Albert Divo         | 17    |

## Grand Prix i EM
| Grand Prix            | Bana        | Vinnande förare   | Vinnande tillverkare |
| --------------------- | ----------- | ----------------- | -------------------- |
| Italiens Grand Prix   | Monza       | Tazio Nuvolari    | Alfa Romeo           |
| Frankrikes Grand Prix | Reims       | Tazio Nuvolari    | Alfa Romeo           |
| Tysklands Grand Prix  | Nürburgring | Rudolf Caracciola | Alfa Romeo           |

## Grand Prix utanför mästerskapet
| Grand Prix                  | Bana            | Vinnande förare         | Vinnande tillverkare |
| --------------------------- | --------------- | ----------------------- | -------------------- |
| Sveriges vinter-Grand Prix  | Rämen           | Olle Bennström          | Ford                 |
| Tunis Grand Prix            | Karthago        | Achille Varzi           | Bugatti              |
| Monacos Grand Prix          | Monte Carlo     | Tazio Nuvolari          | Alfa Romeo           |
| Roms Grand Prix             | Littorio        | Luigi Fagioli           | Maserati             |
| Oran Grand Prix             | Oran            | Jean-Pierre Wimille     | Bugatti              |
| British Empire Trophy       | Brooklands      | John Cobb               | Delage               |
| Targa Florio                | Madonie         | Tazio Nuvolari          | Alfa Romeo           |
| Finlands Grand Prix         | Djurgårdsloppet | Per-Viktor Widengren    | Mercedes-Benz        |
| Frontières Grand Prix       | Chimay          | Arthur Legat            | Bugatti              |
| Provence Trophy             | Nîmes           | Stanislas Czaykowski    | Bugatti              |
| Nîmes Grand Prix            | Nîmes           | Benoit Falchetto        | Bugatti              |
| Avusrennen                  | AVUS            | Manfred von Brauchitsch | Mercedes-Benz        |
| Casablanca Grand Prix       | Anfa            | Marcel Lehoux           | Bugatti              |
| Eifelrennen                 | Nürburgring     | Rudolf Caracciola       | Alfa Romeo           |
| Torvilliers Circuit         | Troyes          | Robert Gauthier         | Bugatti              |
| Picardie Grand Prix         | Péronne         | Philippe Étancelin      | Alfa Romeo           |
| Lvivs Grand Prix            | Lviv            | Rudolf Caracciola       | Alfa Romeo           |
| Lorraine Grand Prix         | Nancy           | Jean-Pierre Wimille     | Alfa Romeo           |
| Dieppe Grand Prix           | Dieppe          | Louis Chiron            | Bugatti              |
| Nice Circuit                | Nice            | Louis Chiron            | Bugatti              |
| Coppa Ciano                 | Livorno         | Tazio Nuvolari          | Alfa Romeo           |
| Coppa Acerbo                | Pescara         | Tazio Nuvolari          | Alfa Romeo           |
| Grand Prix du Comminges     | Saint-Gaudens   | Goffredo Zehender       | Alfa Romeo           |
| La Baule Grand Prix         | La Baule        | William Grover-Williams | Bugatti              |
| Tjeckoslovakiens Grand Prix | Brno            | Louis Chiron            | Bugatti              |
| Mountain Championship       | Brooklands      | Malcolm Campbell        | Sunbeam              |
| Monzas Grand Prix           | Monza           | Rudolf Caracciola       | Alfa Romeo           |
| Antibes Grand Prix          | Garoupe         | Benoit Falchetto        | Bugatti              |
| Marseilles Grand Prix       | Miramas         | Raymond Sommer          | Alfa Romeo           |
| Munkkiniemenajo             | Helsingfors     | Per-Viktor Widengren    | Alfa Romeo           |